# Delphinium popovii
Delphinium popovii är en ranunkelväxtart som beskrevs av Pakhomova. Delphinium popovii ingår i släktet storriddarsporrar, och familjen ranunkelväxter. Inga underarter finns listade i Catalogue of Life.